# Chloeres boisensis
Chloeres boisensis là một loài bướm đêm trong họ Geometridae.